# Árulók
Az Árulók 2017-ben bemutatott magyar tévéfilm, melyet Köbli Norbert forgatókönyve alapján Fazakas Péter rendezett.
2017. október 23-án mutatta be a Duna Televízió.

## Történet
1948-ban a szovjetek által megszállt Magyarországon a rendszert lelkesen kiszolgáló író, a szovjet hadseregben őrnagyi rendfokozatot viselő Illés Béla lánya, Illés Tatjána az egyetemen apja egyik fő művét igyekszik színre vinni, a sosem létezett állítólagos cári tiszt, Guszev kapitány történetét. Azért, hogy a produkció minél hitelesebb legyen, egy küldöttség elutazik a Szovjetunióba, hogy Guszev után kutasson. Tatjána segítőtársa, a delegációba is beválasztott történész tanársegéd, Tamási Gábor azonban – lévén, hogy nem kommunista – gyanússá válik Illés Béla szemében.

## Szereplők
| Szerep                                                                      | Színész                  |
| --------------------------------------------------------------------------- | ------------------------ |
| Illés Tatjána                                                               | Sztarenki Dóra           |
| Illés Béla                                                                  | Hegedűs D. Géza          |
| Tamási Gábor                                                                | Klem Viktor              |
| Novák Vali                                                                  | Döbrösi Laura            |
| Vlagyimir Szviridov altábornagy, a Szövetséges Ellenőrző Bizottság alelnöke | Olekszandr Krizsanivszki |
| Miniszter                                                                   | Balogh András            |
| Államtitkár                                                                 | Takátsy Péter            |
| Orosz tiszt 1                                                               | Molnár Gusztáv           |
| Marica néni                                                                 | Kassai Ilona             |
| Tatjána anyja (csak hang)                                                   | Für Anikó                |
| Színész 1                                                                   | Kanalas Dániel           |
| Színész 2                                                                   | Gyöngyösi Zoltán         |
| Színész 3                                                                   | Takács Zalán             |
| Színész 4                                                                   | Rubóczki Márkó           |
| Színész 5                                                                   | Gesztesi Máté            |
| Orosz tiszt 2                                                               | Bisztray Sándor          |

További szereplők
- Abai-Szabó Tamás, Botka Krisztián, Csillik Dávid, Csók Imre, Dallos Gábor, Fata László, Fazakas Mátyás, Fejér Lajosné, Gonda Jenőné Klára, Guth Holda, Gyurasics Tamás, Juhász Péter, Kátai Norbert, Kóder László, Konrád Richárd, Krisztánovics Krisztián, Kudron Anna, Lehoczky Rita, Lehoczky Norbert, Matula Géza, Mecseri Géza, Nagy Lajos, Rutka Gergő, Szilágyi Hajnalka, Toll Tibor, Tóth Balázs, Zalán Martin, Zátonyi Márton, Zoltán Miklós